# Haworthia bathylis
Haworthia bathylis är en grästrädsväxtart som beskrevs av M. Hayashi. Haworthia bathylis ingår i släktet Haworthia och familjen grästrädsväxter. Inga underarter finns listade i Catalogue of Life.